# One of the Bravest (film 1925)
One of the Bravest è un film muto del 1925 diretto da Frank O'Connor con la supervisione di Renaud Hoffman. Sceneggiato da Henry McCarty su un soggetto di James J. Tynan, aveva come interpreti Ralph Lewis, Edward Hearn, Sidney Franklin, Pat Somerset, Claire McDowell, Marion Mack.

## Trama
John Kelly, capitano dell'Engine 95 e uno dei più coraggiosi vigili del fuoco del dipartimento, è convinto che suo figlio Dan sia un codardo perché il giovane ha una paura mortale degli incendi. Sebbene Dan abbia salvato Morris Levin, il sarto ebreo, e sua figlia Sarah da tre delinquenti, quest'azione coraggiosa non lo riabilita agli occhi del padre. Il quale dubita anche della sua onestà quando viene a scoprire un notevole ammanco nella raccolta dei fondi per il ballo dei pompieri credendo che il ladro sia suo figlio. Il colpevole, però, non è Dan. A prendere il denaro, è stata proprio la moglie di John, la signora Kelly che, raggirata da un truffatore, "Satin" Sanderson, ha investito quella grossa somma in una speculazione fraudolenta. Dan riesce a coprire l'ammanco solo con l'aiuto di Sarah che ottiene il denaro mancante da suo padre. Quando scoppia un grosso incendio, Dan – superando le sue paure – si riscatta finalmente agli occhi del padre: individua Sanderson nell'edificio in fiamme, monta sulla scala mobile, prende il truffatore, salva suo padre e salta poi con Sanderson nella rete. Irlandesi ed ebrei si riconciliano e Dan e Sarah ottengono la benedizione delle famiglie per il loro matrimonio.

## Produzione
Il film, prodotto dalla piccola Gotham Productions, venne girato a Los Angeles. Le riprese iniziarono a fine agosto/inizio settembre per terminare alla fine di ottobre 1925.

## Distribuzione
Il copyright del film, richiesto dalla Lumas Film Corp., fu registrato il 19 ottobre 1925 con il numero LP21923.
Il film – che fu presentato in prima a New York nel gennaio 1926 – uscì nelle sale statunitensi il 15 novembre 1925, venendo distribuito regionalmente da diverse società: Lumas Film Corporation, Midwest Film Distributors, Stoll Picture Productions. Quest'ultima ne curò la distribuzione anche nel Regno Unito, dove il film uscì il 16 agosto 1926. La pellicola fu distribuita anche in Danimarca (21 giugno 1926) e Portogallo (4 maggio 1927).
Nel 1929, ne venne fatta una riedizione distribuita negli Stati Uniti dalla Equity British Films.

## Conservazione
Copia completa della pellicola si trova conservata negli archivi della Library of Congress di Washington.